# Partido de Coelemu
Partido de Coelemu es una división territorial del Chile. Se creó a partir de la división del antiguo Partido de Itata, hacia 1823. Forma parte de la Intendencia de Concepción.
Su asiento estaba en la Villa Jesús de Coelemu.
Era regida por el Subdelegado de Coelemu.
Con la Constitución de 1823, cambia su denominación a Delegación de Coelemu.